# Мађарска радничка народна партија
Мађарска радничка народна партија (мађ. Magyar Dolgozók Pártja) је била комунистичка партија, која је била на власти у Мађарској од 1949. до 1956. године.

## Историјат
Мађарска радничка народна партија формирана је од 12. до 14. јуна 1948. године спајањем Комунистичке партије Мађарске и Социјалдемократске партије. Након проглашења Народне Републике Мађарске 1949, партија је владала земљом. Деловање других мањих странака и је даље било допуштено, али оне нису имале већег утицаја.
Први секретар новостворене партије био је Матијаш Ракоши, до 1956. године. Током процеса дестаљинизације у Мађарској, Ракоши је био смењен у јулу, а наследио га је Ерне Гере. Три месеца после, Гереа је на месту секретара партије заменио Јанош Кадар.
По избијању револуције 1956. године, Имре Нађ и његови људи реорганизовали су партију под именом Мађарска социјалистичка радничка партија. Након гушења револуције 4. новембра, партија је задржала ново име, али је њен нови секретар постао Јанош Кадар. Кадар је имао пуну подршку Совјета, као њима најприкладнији избор за вођу Мађарске.

## Лидери партије
Од 1948. до 1953. године, назив функције био је генерални секретар, а после тога први скеретар. Између 1948. и 1950. године, постојала је и функција председник партије, која је била формалне природе. Ову функцију вршио је Арпад Сакашиц.
- Матијаш Ракоши (јун 1948. — јул 1956)
- Ерне Гере (јул 1956. — октобар 1956)
- Јанош Кадар (октобар 1956)